# Alaminos (Guadalajara)
Alaminos è un comune spagnolo di 56 abitanti (2022) situato nella comunità autonoma di Castiglia-La Mancia.